# Таутенхайн
Таутенхайн (нем. Tautenhain) — община в Германии, в земле Тюрингия. 
Входит в состав района Заале-Хольцланд. Подчиняется управлению Бад Клостерлаусниц.  Население составляет 1096 человек (на 31 декабря 2010 года). Занимает площадь 8,91 км².